# Thomas Hodgkin
Thomas Hodgkin (Pentonville, 17 augustus 1798 – Jaffa, 5 april 1866) was een Brits patholoog en pionier in preventieve gezondheidszorg. Hij is voornamelijk bekend door zijn eerste registratie, in 1832, van het Hodgkinlymfoom.